# غوستاف آب
كان غوستاف آب (بالألمانية: Gustav Abb)‏ (23 فبراير 1886 في برلين - 28 أبريل 1945) أمين مكتبة ألماني. كان آب هو ابن فيليلهم آب، وهو Geheimrat ، وهو أحد كبار المسؤولين في المحكمة الإمبراطورية الرومانية المقدسة. درس آب التاريخ، الدراسات الألمانية والفلسفة في فرايبورغ برايسغاو وبرلين. خلال الحرب العالمية الثانية، حصل على رتبة قائد وحدة الاعتداء وتم نشره في يوليو 1940 كرئيس للإدارة المركزية للمكتبات (Leiter der Hauptverwaltung der Bibliotheken) في بولندا المحتلة. وكان أيضا عضوا في Einsatzstab Reichsleiter روزنبرغ. بعد الهجوم الألماني وغزو الاتحاد السوفيتي في عام 1941، تم تعيينه مفوضًا لحماية المكتبات في ERR، وهي منظمة مسؤولة عن نهب المكتبات ودور المحفوظات.